# 雅罗斯拉夫·什卡尔万
雅罗斯拉夫·什卡尔万（捷克語：Jaroslav Škarvan，1944年4月3日—2022年6月21日），捷克男子手球运动员。他曾代表捷克斯洛伐克国家队参加1972年夏季奥林匹克运动会手球比赛，获得一枚银牌。